# João Alexandre Santos Vilacova
João Alexandre Santos Vilacova, meglio conosciuto come Alexandre Santos (Porto, 29 novembre 1973), è un ex calciatore portoghese, di ruolo difensore.
Anche i suoi fratelli Francisco Filipe dos Santos Vilacova e Lírio José Santos Vila Cova sono calciatori.

## Carriera

### Club
Proveniente dalle giovanili del Varzim, trascorre diciassette anni nella squadra portoghese, di cui è stato capitano. Durante questi anni riesce a far partecipare la sua squadra a tre edizioni della prima divisione portoghese.